# Rollie Seltz
Rolland John Seltz, detto Rollie (McIntosh, 25 gennaio 1924 – 13 ottobre 2022), è stato un cestista e giocatore di baseball statunitense, professionista nella NBL, nella NBA e nella NPBL.